# Гулазян Ольга Миколаївна
Ольга Миколаївна Гулазян (вірм. Օլգա Նիկողայոսի Գուլազյան; нар. 27 грудня 1885 [8 січня 1886], Тбілісі — пом. 27 травня 1970, Єреван) — видатна вірменська радянська актриса театру і кіно. Народна артистка Вірменської РСР (1935). Лауреат Сталінської премії (1952) і Державної премії Вірменської РСР (1967).

## Біографія
Народилася 27 грудня 1885 (8 січня 1886) у Тифлісі (нині Тбілісі, Грузія). Закінчила приходську школу району Харпухі в Тифлісі.
Сценічну діяльність почала в 15 років. У 1900 році вона зіграла роль Нато у п'єсі Ґабріеля Сундукяна «Ще одна жертва», отримавши заохочення автора. Професійну діяльність розпочала в 1901 році в Тбіліському драматичному театрі імені Петроса Адамяна. Брала участь у виставах в Народному домі Зубалова, в Араксійськом театрі і в аудиторії Авджаляна. Гастролювала в Баку, Новому Нахічевані, Москві, Санкт-Петербурзі, Єревані, Олександрополі, Шуші.
Самобутнє мистецтво Гулазян сформувалося в результаті спільної роботи з великими вірменськими акторами: О. А. Абеляном, Сирануйш, Р. Петросяном, О. Майсурян. Вона одна з представників старого акторського покоління, причетних до заснування вірменського радянського театру.
У 1926 році Гулазян переїхала до Єревана. З того ж року актриса Державного академічного театру імені Габріела Сундукяна. Вона зіграла понад 300 ролей у класичних і сучасних виставах драматургів Європи та Вірменії. Режисер Вартан Аджемян називав Гулазян «великої матір'ю вірменського театру».
У 1945 році Гулазян опублікувала книгу «Спогади» — гарне джерело з історії вірменського театру. Була обрана депутатом Верховної Ради Вірменської РСР IV скликання. Мистецтво Гулазян відрізняли легкість, витонченість виконання, музичність мови, м'яка, щира манера гри, яскравий національний колорит.
Померла 27 травня 1970 року в Єревані. Похована на Тохмахськом кладовищі.

## Творчість

### Фільмографія
- 1926 — Заре — Лятіф-Ханум
- 1955 — Примари залишають вершини — Асмік
- 1958 — Пісня першого кохання — Вартуш, мати Варужана

### Ролі у виставах
- 1922 — «Пепо» Ґ. М. Сундукяна — Епемія
- 1924 — «Тартюф» Мольєра — Доріна
- 1927 — «Хатабала» Ґ. М. Сундукяна — Наталія
- 1927 — «Дядько Багдасар» А. О. Пароняна
- 1929 — «Прибуткове місце» О. М. Островського — Фелісата Герасимівна Кукушкіна[6]
- 1933 — «Удаваний хворий» Мольєра — Туанет
- 1936 — «Намус» О. М. Ширванзаде
- 1944 — «Скеля» Ст. К. Папазяна[7]
- 1946 — «Безприданниця» О. М. Островського — Харита Гнатівна Огудалова
- 1950 — «Дерзання» М. Ф. Овчиннікова
- 1952 — «Єгор Буличов та інші» М. Горького — Ксенія
- 1955 — «Ще одна жертва» Ґ. М. Сундукяна — Нато
- 1957 — «Дерева помирають стоячи» А. Касона — Бабуся
- «Замок Броуді» А. Кроніна — мати Броуді
- «Острів Афродіти» А. Парніса — Парніс
- «Вардананк» Д. К. Демірчяна — Велика пані
- «Вишневий сад» А. П. Чехова[8]
- «Зруйнований вогнище» Ґ. М. Сундукяна — Саломе
- «Зрада» О. І. Южина-Сумбатова — Гаяне
- «З іншого боку океану» Я. М. Гордіна — Генрі
- «Овече джерело» Лопе де Вега — Лауренс

## Родина
- двоюрідний брат — Гулазян Давид Йосипович — актор Єреванського академічного театру імені Ґ. М. Сундукяна, народний артист Вірменської РСР.

## Нагороди та звання
- заслужена артистка Вірменської РСР (31.05.1929)[9]
- народна артистка Вірменської РСР (1935)
- орден Леніна (24.11.1945)
- орден Трудового Червоного Прапора (27.06.1956)
- медалі
- Сталінська премія третього ступеня (1952) — за виставу «Дерзання» М. Ф. Овчиннікова, поставлений на сцені Вірменського драматичного театру імені Г. М. Сундукяна
- Державна премія Вірменської РСР (1967) — за виконання ролі Бабусі у виставі «Дерева вмирають стоячи» і матері Броуді у виставі «Замок Броуді» (Драматичний театр імені Ґ. Сундукяна)